# Tyczyn
Tyczyn is een stad in het Poolse woiwodschap Subkarpaten, gelegen in de powiat Rzeszowski. De oppervlakte bedraagt 9,67 km², het inwonertal 3252 (2005).